# Kada
A  Kada régi magyar személynév, amely valószínűleg török eredetű és jelentése: cölöp, karó.

## Gyakorisága
Az 1990-es években szórványos név, a 2000-es években nem szerepel a 100 leggyakoribb férfinév között.

## Névnapok
- február 4.[2]
- március 2.[2]
- március 8.[2]
- március 10.[2]